# Guido I Lupi

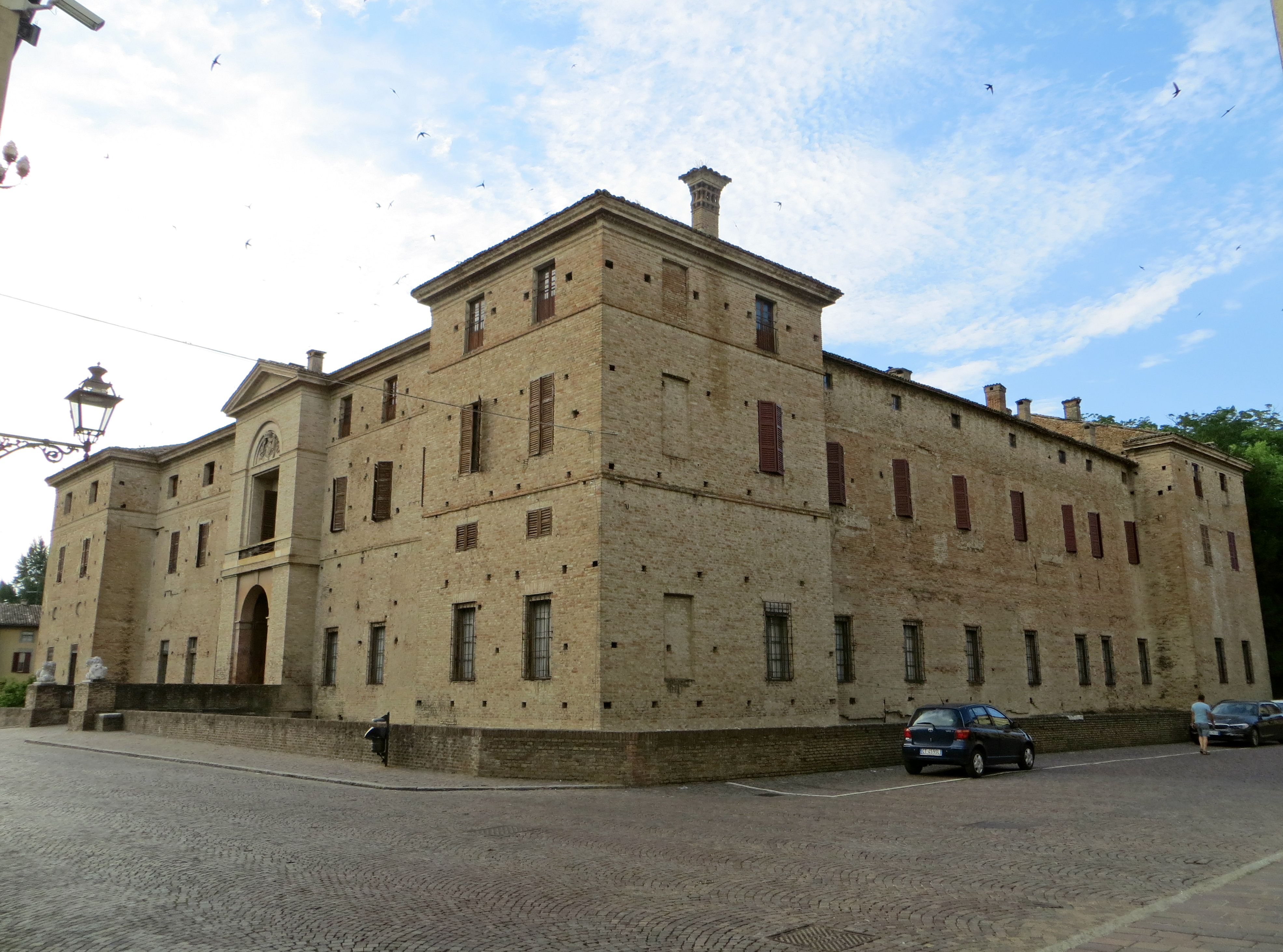
Rocca Meli Lupi di Soragna

Guido I Lupi (Cremona, ... – 1213) è stato un nobile e politico italiano, capostipite della famiglia Lupi marchesi di Soragna.

## Biografia
Era figlio di Ubertino di Bonifacio e di una nobile della famiglia Cavalcabò.
Marchese e castellano di Soragna, fu podestà di Parma nel 1198 e nel 1202, podestà di Reggio nel 1206 e podestà di Brescia dal 1207 al 1208, eletto dai fuoriusciti di Cremona nel periodo in cui scoppiò la lotta tra popolo e nobiltà. Rifugiatosi a Cremona, di lì a poco, con l’aiuto di cremonesi e parmigiano, riprese Pontevico nel settembre 1208. Abitò con la famiglia a Parma ed ebbe come rivali i marchesi Pallavicino, coi quali dividevano il territorio di Soragna.

## Discendenza
Guido sposò una sorella di Bernando Rossi di Parma ed ebbero cinque figli:
- Guido II (?-1244 ca.), sposò Margherita Fieschi
- Monte detto "Sopramonte" (?-1250)
- Rolando (?-1253), politico
- Goffredo (?-1261 ca.), cavaliere dell'Ordine dei Templari
- Ugo (?-1253), politico